# يانغي آباد (ده نو)
يانغي آباد (ده نو) هي بلدة في مقاطعة ده نو في ولاية صرخنداريا في أوزبكستان.